# Lidbeckia
Lidbeckia là một chi thực vật có hoa trong họ Cúc (Asteraceae).

## Loài
Chi Lidbeckia gồm các loài: